# Una vita bruciata
Una vita bruciata (La jeune fille assassinée) è un film del 1974 diretto da Roger Vadim.

## Trama
Parigi. Charlotte viene trovata uccisa nel suo appartamento: si tratta della figlia di un importante funzionario che, abbandonata la famiglia d'origine, conduceva una vita molto libera e spregiudicata da alcuni anni, quando un uomo maturo l'aveva iniziata ai piaceri del sesso. Quest'uomo, lo scrittore Georges Viguier, riceve un giorno la visita di Eric che dichiara di essere lui l'assassino e, avendo conosciuto bene la vittima, gli propone di raccontarne la vita in un romanzo.
Risalendo a poco a poco lungo gli episodi della vita di Charlotte, lo scrittore ha modo di parlare con le varie persone che l'avevano conosciuta: il marito omosessuale, la sorella, un principe romano, la cameriera. Gradualmente nei vari episodi si delinea la personalità della vittima, una ragazza insoddisfatta alla ricerca del calore e dell'affetto che le sono sempre mancati in famiglia. Il delitto è pertanto l'inevitabile conseguenza di una filosofia di vita in cui sono caduti gli ultimi tabù del sesso e della morte.